# 佐倉牧

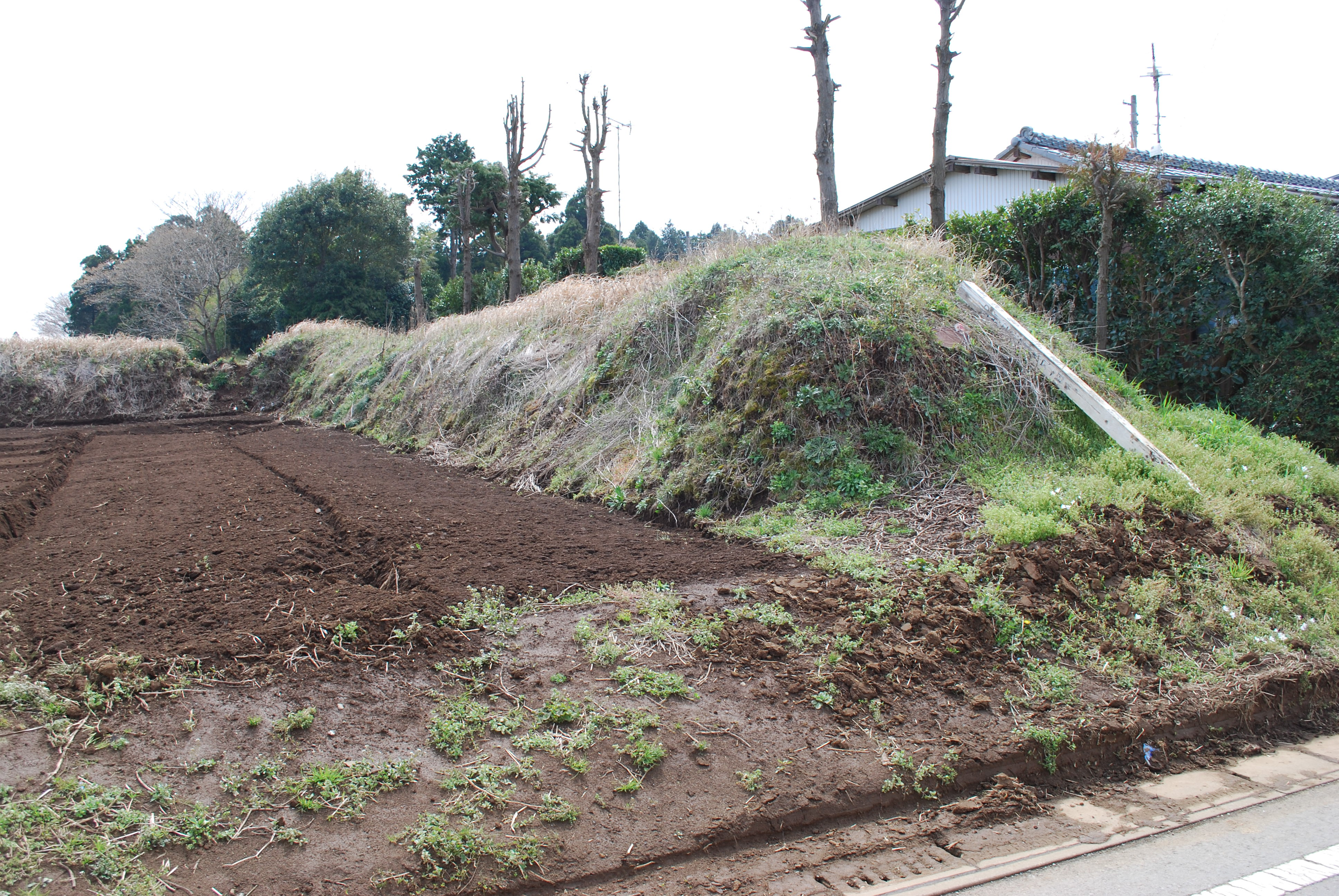
牧の遺構の野馬土手（油田牧、香取市）

佐倉牧（さくらまき）とは、江戸時代に下総国印旛郡・香取郡・千葉郡及び上総国武射郡・山辺郡にまたがって設置された牧のこと。

## 概要

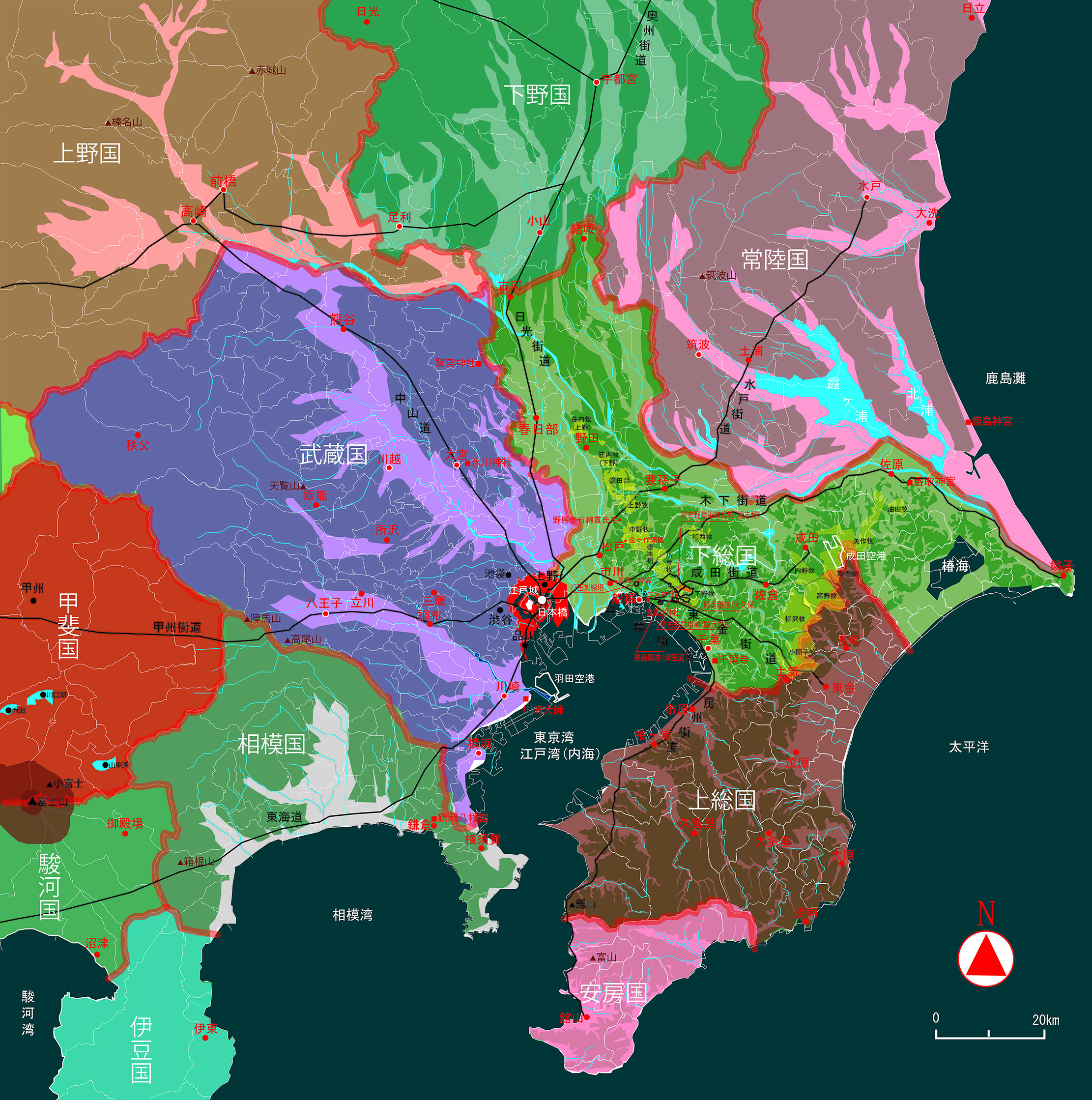
坂東地方の牧と街道

起源は定かではないが、天正11年（1583年）に北条氏政が千葉邦胤に命じて馬牧を設置させた（『印旛郡誌』）という記事があり、『佐倉風土記』などにも類似の記述が残されている。このため、戦国時代後期に高城氏の「小金野の牧」「四十里野牧」に由来するとされている小金牧よりもやや遅れて設置されたと考えられている。
具体的に整備が行われたのは、江戸幕府開府後の慶長19年（1614年）のこととされ、この際に佐倉牧は7つの牧で構成されることとなったことから、佐倉七牧（さくらななまき）と称されるようになった。後に享保年間に小宮山杢之進の提言によって改革が行われ、小金牧の野馬奉行が管理する4牧と佐倉藩に管理を委託する3牧に分割した。最盛期には隣接する村数210、面積約17,270ヘクタール、馬約3,000頭が放牧されていた。明治2年（1869年）に廃止されたが、一部が御料牧場として存置された。後に成田空港が建設された三里塚もそうした御料牧場の跡地の1つであった。

## 主な牧場の推定地

### 佐倉四牧
- 小間子牧（こまごまき）－現在の八街市南部、約2,760ヘクタール

- 取香牧（とっこうまき）－現在の成田市三里塚（成田国際空港）、約1,750ヘクタール

明治期、開墾の対象にならなかったため番号順の地名はない。開墾取香種畜場を経て下総種畜場、別に下総牧羊場が置かれ、併せて御料牧場となった。小金牧・佐倉牧を通し唯一ほぼ全体が残った牧である。また、天皇による捕込の見学が確認できる稀有な牧である。
- 矢作牧（やはぎまき）－現在の成田市・香取市北部、13番目の開墾地として十余三と命名される。約3,080ヘクタール

- 油田牧（あぶらたまき）－現在の香取市九美上、約1,170ヘクタール、国の史跡「下総佐倉油田牧跡」[2][3]

### 佐倉三牧
- 柳沢牧（やなぎさわまき）－現在の八街市北部、約3,340ヘクタール
- 高野牧（こうやまき）－現在の富里市十倉、約2,960ヘクタール
- 内野牧（うちのまき）－現在の富里市七栄、約2,210ヘクタール

## 関連文献
- 青木更吉『佐倉牧を歩く』崙書房、2007年5月、ISBN 978-4845511358
- 青木更吉『佐倉牧 続・野馬土手は泣いている』崙書房、2002年5月、ISBN 978-4845510870